# Adam Prosper Burzyński

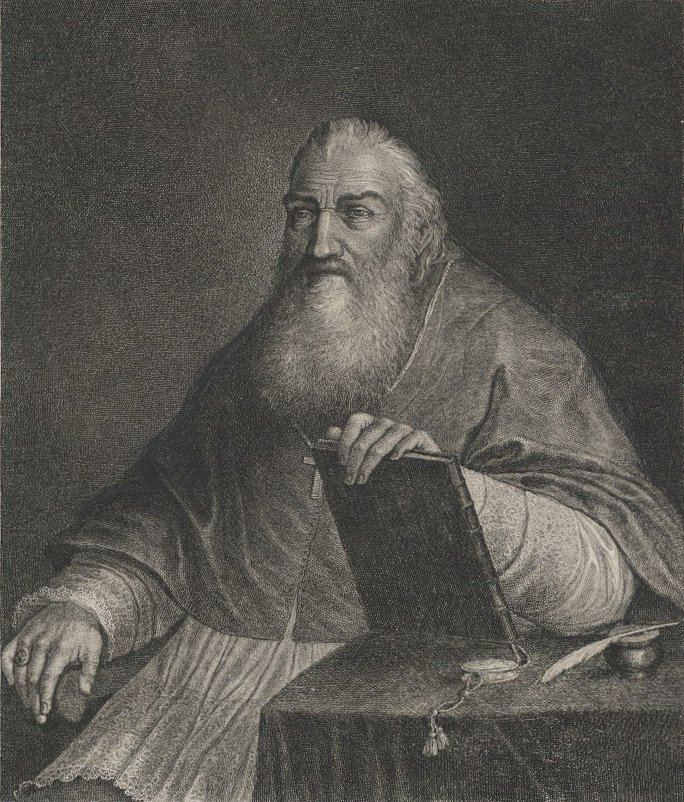
Adam Prosper Burzyński

Ladislas Adam Prosper Burzyński (* 19. Juli 1755 in Wojakowicz; † 9. September 1830 in Sandomierz) war Bischof von Sandomierz.

## Leben
Mit 18 Jahren trat Ladislas Adam Prosper Burzyński 1773 der Ordensgemeinschaft der Franziskaner-Reformaten bei, studierte Theologie und empfing am 19. September 1778 die Priesterweihe für den Franziskanerorden. Er ging nach Rom und anschließend für 20 Jahre in die Mission nach Ägypten, wo er in der Armee Napoleons als Militärkaplan diente, sowie nach Syrien. 1815 kehrte er nach Polen und ins Bistum Sandomierz zurück.
Am 5. Oktober 1819 wurde er zum Bischof von Sandomierz bestellt und am 19. März 1820 von Papst Pius VII. bestätigt. Die Bischofsweihe spendete ihm am 26. Mai 1820 in der Kathedrale von Sandomierz der Erzbischof von Warschau Szczepan Hołowczyc; Mitkonsekratoren waren Adam Michał Prażmowski, Bischof von Płock, und Feliks Łukasz Lewiński, Bischof von Podlachia o Janów.
Er begründete am 1. September 1820 ein Priesterseminar für 20 Alumnen. Als Bischof hatte er Sitz und Stimme im Senat des Königreichs Polen, an dessen Sitzungen er in den elf Jahren seines Episkopates regelmäßig teilnahm.
Seine letzte Ruhestätte fand er in der Krypta der Kathedrale von Sandomierz.